# Noordhoek (Goes)
Noordhoek is een wijk in het noordoosten van Goes. Het grenst aan de Hollandsche hoeve, Goes Oost en aan de nieuw te bouwen wijk Mannee. De bouw van Noordhoek is begonnen aan het einde van de jaren 70. Onder meer door de ligging langs de Hollandsche hoeve is het een wijk met veel groen. In de wijk bevindt zich een basisschool.
In 2007 ontstond commotie over het bouwverkeer naar Mannee. Zonder ingreep van de gemeente zou veel bouwverkeer gaan door de buurtschap Tervaten, waar men schade aan de kwetsbare bebouwing vreesde. Een plan van de gemeente Goes om het bouwverkeer over een nieuw aan te leggen weg om de Noordhoek heen te leiden werd gedwarsboomd door de vraagprijs van de grondeigenaren. Daarom werd besloten om het bouwverkeer, hangende onderhandelingen en/of onteigening van deze grond, over de Werflaan langs de oostkant van de wijk te sturen. Hier is echter veel fietsverkeer van de schoolgaande kinderen. De Werflaan is daarom afgesloten voor fietsers.